# Prix d'Amérique Legend Race
Le prix d'Amérique Legend Race — prix d'Amérique jusqu'en 2012 et de 2015 à 2017, grand prix d'Amérique de 2013 à 2014 et de 2018 à 2020 —, est une course hippique au trot attelé se déroulant le dernier dimanche de janvier sur l'hippodrome de Vincennes à Paris. C'est l'une des trois plus grandes épreuves internationales avec l'Elitloppet en Suède et les Hambletonian Stakes aux États-Unis.

## Championnat du monde de trot attelé
Le prix d'Amérique Legend Race est une course de Groupe I internationale réservée aux chevaux de 4 à 11 ans, hongres exclus, ayant gagné au moins 150 000 € (pour les chevaux âgés de 4 à 6 ans) ou 200 000 € (pour ceux de 7 à 11 ans), dont 13 000 € à l'attelé depuis le 1er janvier de l'année précédente, et ayant couru depuis le 1er octobre précédent — conditions 2025. Les vainqueurs du Critérium continental - Qualif 3 et du Prix Ténor de Baune - Qualif 4 ainsi que les chevaux classés aux quatre premières places des courses préparatoires Qualif #1, #2, #5 et #6 (les « 4 B » : Prix de Bretagne, Prix du Bourbonnais, Prix de Bourgogne et Prix de Belgique) sont quant à eux prioritaires. L'édition 2024 est dotée de 1 000 000 €, dont 450 000 € pour le vainqueur qui reçoit également 50 % des entrées. Les chevaux placés de la 2e à la 7e place se répartissent la majorité de l'allocation avec 550 000 € soit 55 % de l'allocation totale.
Le prix d'Amérique Legend Race se court sur 2 700 mètres, soit un tour et 725 mètres de la grande piste de Vincennes, départ volté (le départ à l'autostart est prévu si le nombre des partants est inférieur ou égal à neuf, ce qui serait exceptionnel, car il atteint le plus souvent le maximum admis, soit dix-huit). La piste est barrée par des rayons lumineux qui matérialisent la ligne de départ. Le compte à rebours est fait à partir de 7 secondes puis indiqué chaque seconde. Les chevaux s'engagent sur la piste de façon perpendiculaire, puis effectuent une volte vers la gauche pour s'élancer. Si un cheval traverse le faisceau laser trop tôt, c'est un faux départ.
Depuis octobre 2020, cette course fait partie des « Amérique Races », neuf rencontres composées de six épreuves qualificatives (Prix de Bretagne - Qualif 1, Prix du Bourbonnais - Qualif 2, Critérium continental - Qualif 3, Prix Ténor de Baune - Qualif 4, Prix de Bourgogne - Qualif 5 et Prix de Belgique - Qualif 6) puis de trois finales : la « Legend Race », la « Speed Race » et la « Marathon Race ».

## Histoire

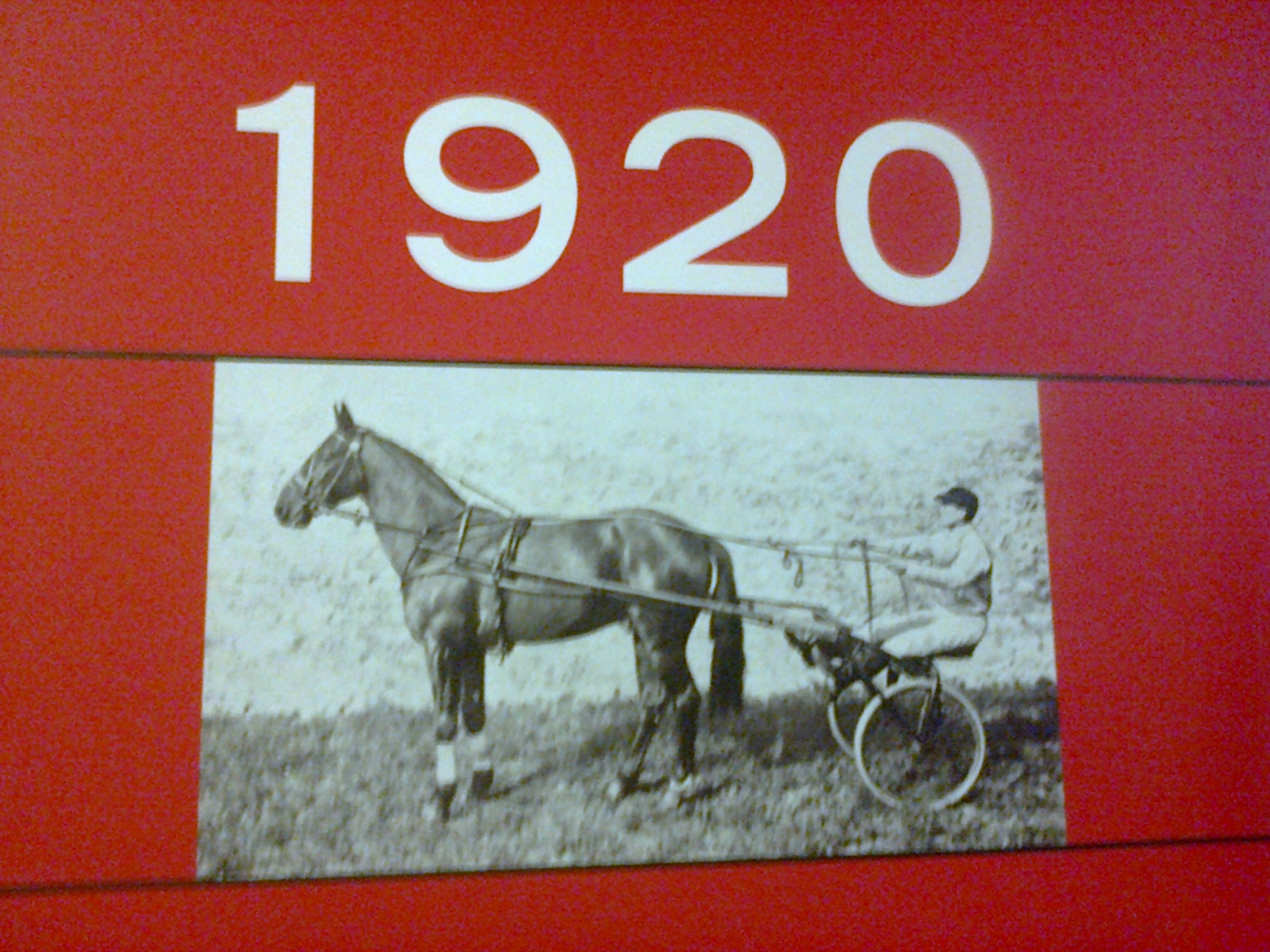

Le prix est créé en hommage à l'engagement américain pendant la Première Guerre mondiale. La première édition (1920) se court sur 2 500 mètres. En 1930, on passe à 2 625 mètres avec des variations de plus ou moins 50 mètres jusqu'à la guerre. Le programme des courses est interrompu après la déclaration de la Seconde Guerre mondiale et les courses ont à nouveau lieu au début de l'année 1940, mais le Prix d'Amérique Legend Race n'est pas organisé, la priorité étant donnée aux épreuves de courte distance. La course est à nouveau programmée en 1942, mais sous le nom de Grand Prix de l'Hiver, l'hommage à l'Amérique devenant inopportun sous l'Occupation. À la Libération, l'épreuve se court sur 2 850 mètres (1945), puis sur 2 800 mètres (1946 et 1947). On revient à 2 600 mètres entre 1948 et 1984. Le Prix passe à 2 650 mètres entre 1985 et 1993, puis à 2 700 mètres depuis 1994.
L'édition 1946 est disputée à Enghien avec demi-finales et finale car la piste n'était pas assez large pour accueillir tous les concurrents. Par ailleurs l'hippodrome de Vincennes, (comme celui de Longchamp) était occupé par du matériel militaire.

## Records
- Helen Johansson est l’unique femme à avoir remporté cette course mythique, en 1995[1].
- La casaque de l'entraineur et propriétaire Henri Levesque a passé à cinq reprises le poteau en tête, entre autres avec Roquépine en 1966, 1967 et 1968.
- Jean-René Gougeon, surnommé « le Pape de Vincennes », compte huit victoires dans cette épreuve. Deux succès avec Roquépine, trois avec Bellino II et trois en compagnie d'Ourasi, ce qui en fait le plus célèbre driver français.
- Ténor de Baune, le seul cheval de l’histoire à avoir remporté le Prix d’Amérique sans jamais avoir connu la défaite lors des trente courses auxquelles il s'était présenté durant sa carrière.
- Ourasi est le seul quadruple vainqueur de l’épreuve.
- Le record de l'épreuve est de 3'11"05, soit une réduction kilométrique de 1'10"8, par Face Time Bourbon en 2021.
- Général du Pommeau présente la particularité d'avoir fini 1er, 2e, 3e, 4e et 5e de cette épreuve entre 2000 et 2004.

## Galerie

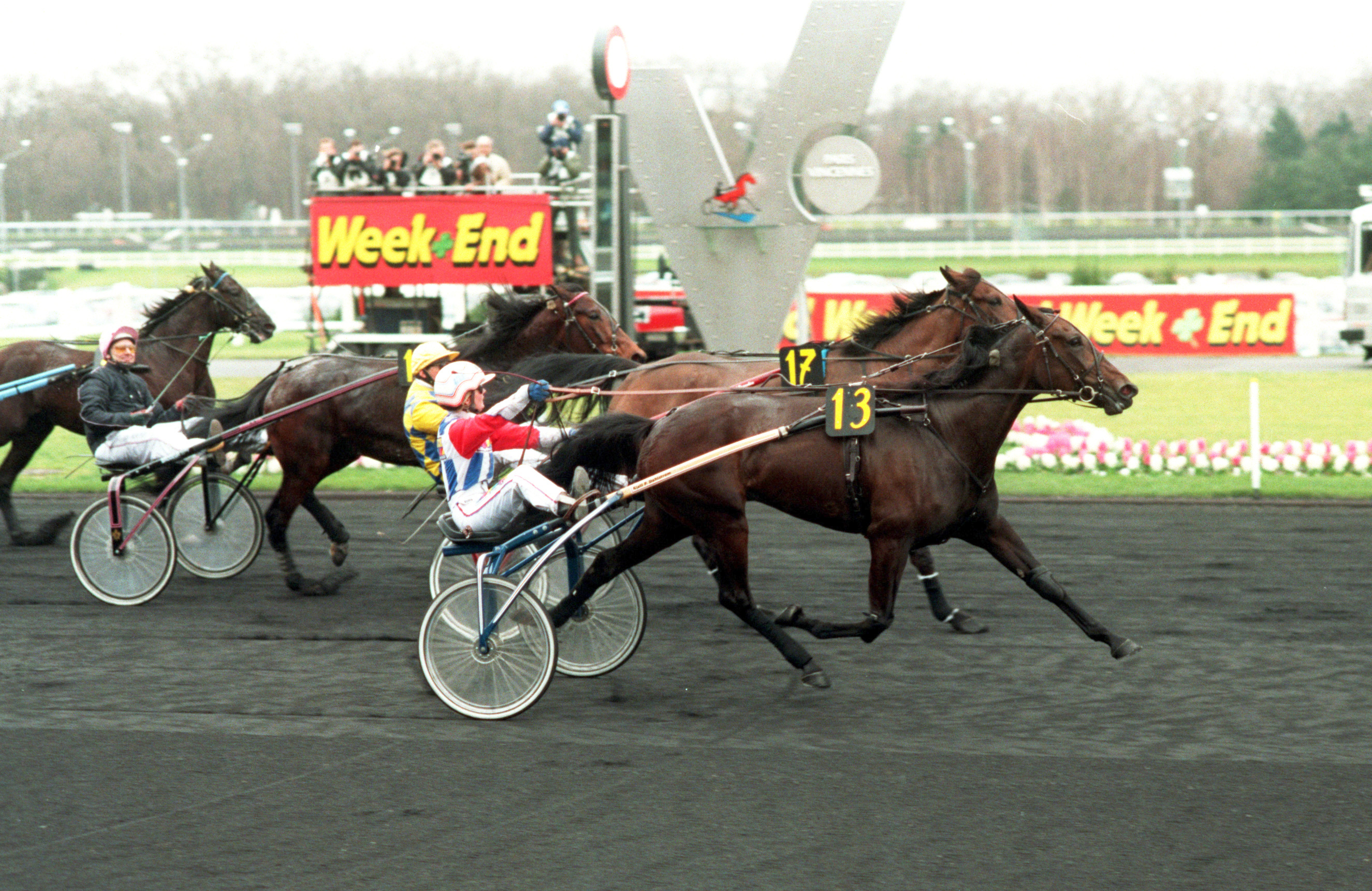
Victoire d'Ina Scot (1995).
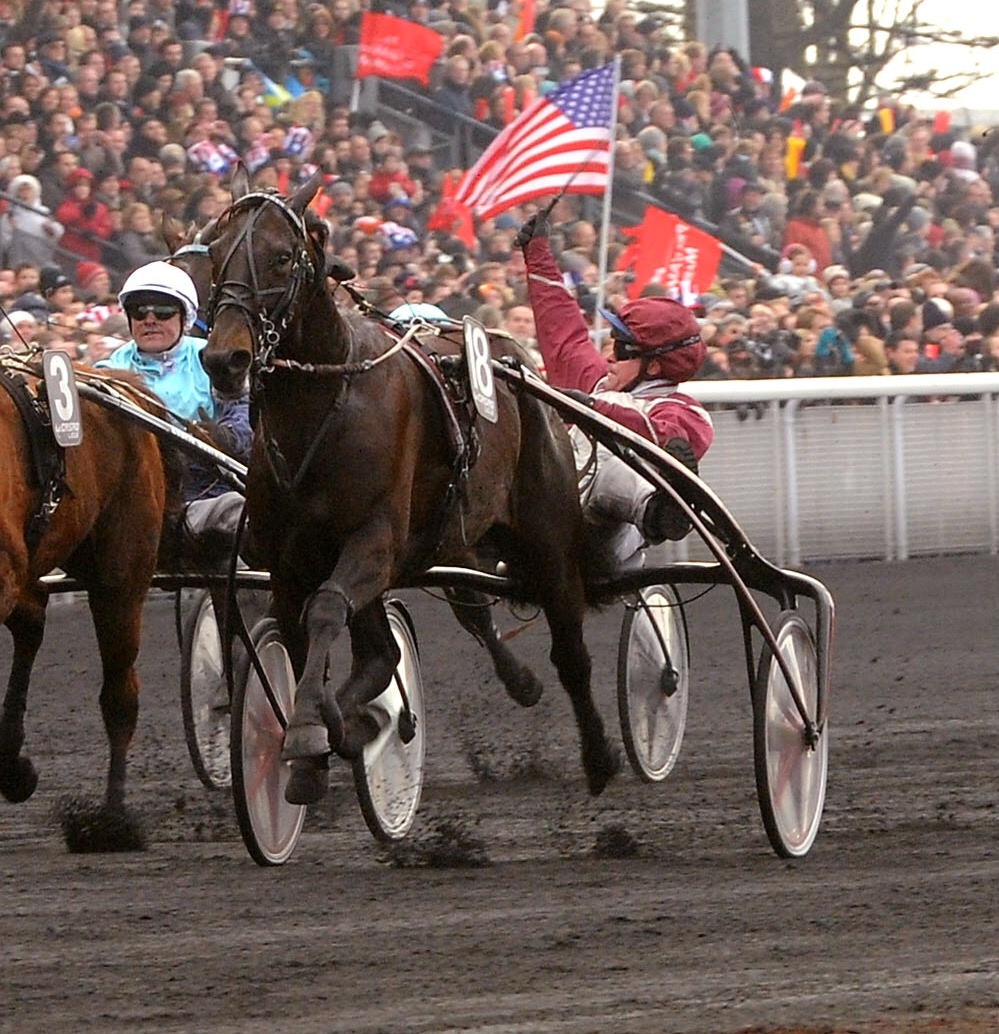
Victoire de Ready Cash (2012).
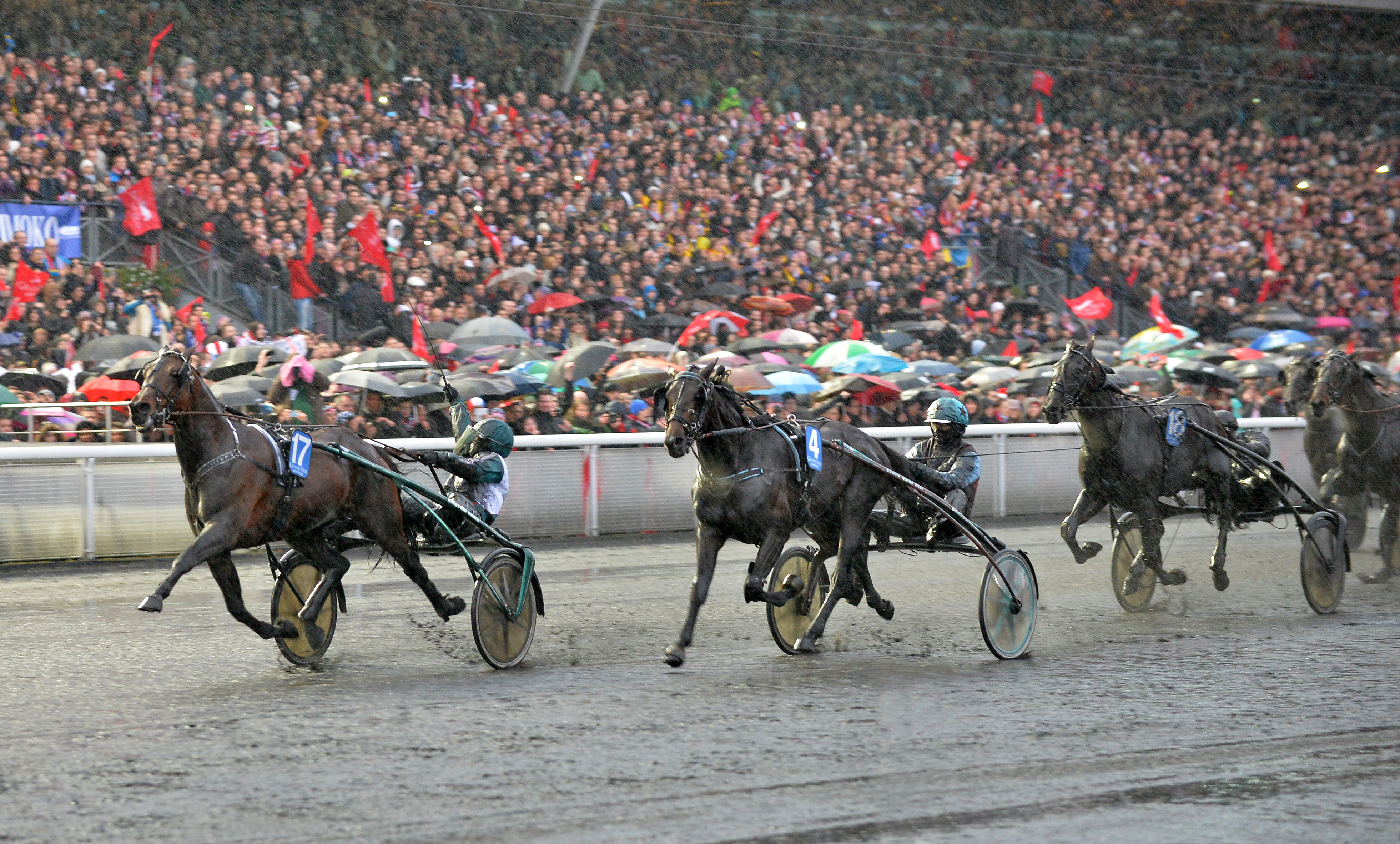
Victoire de Maharajah (2014).
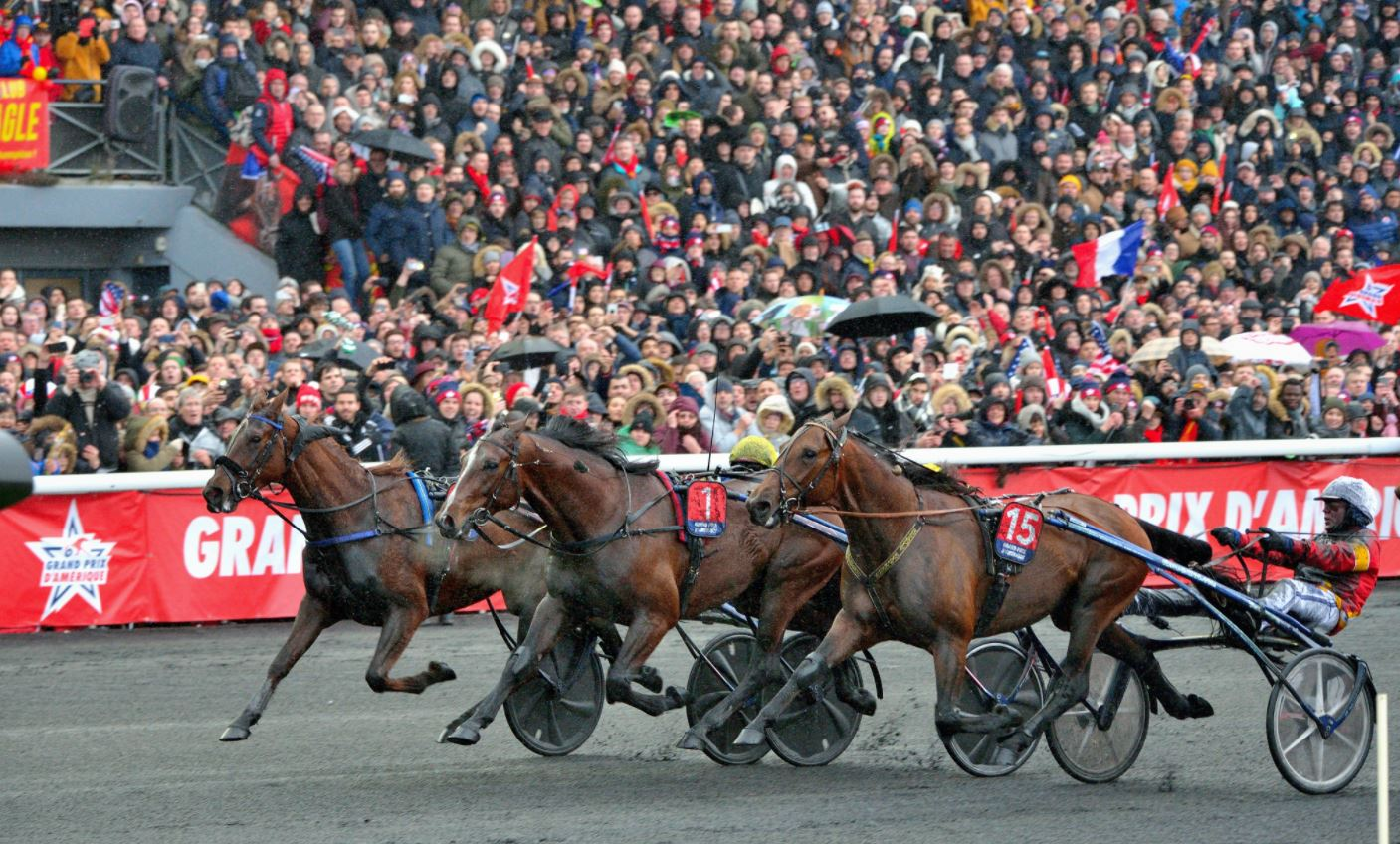
Victoire de Belina Josselyn (2019).
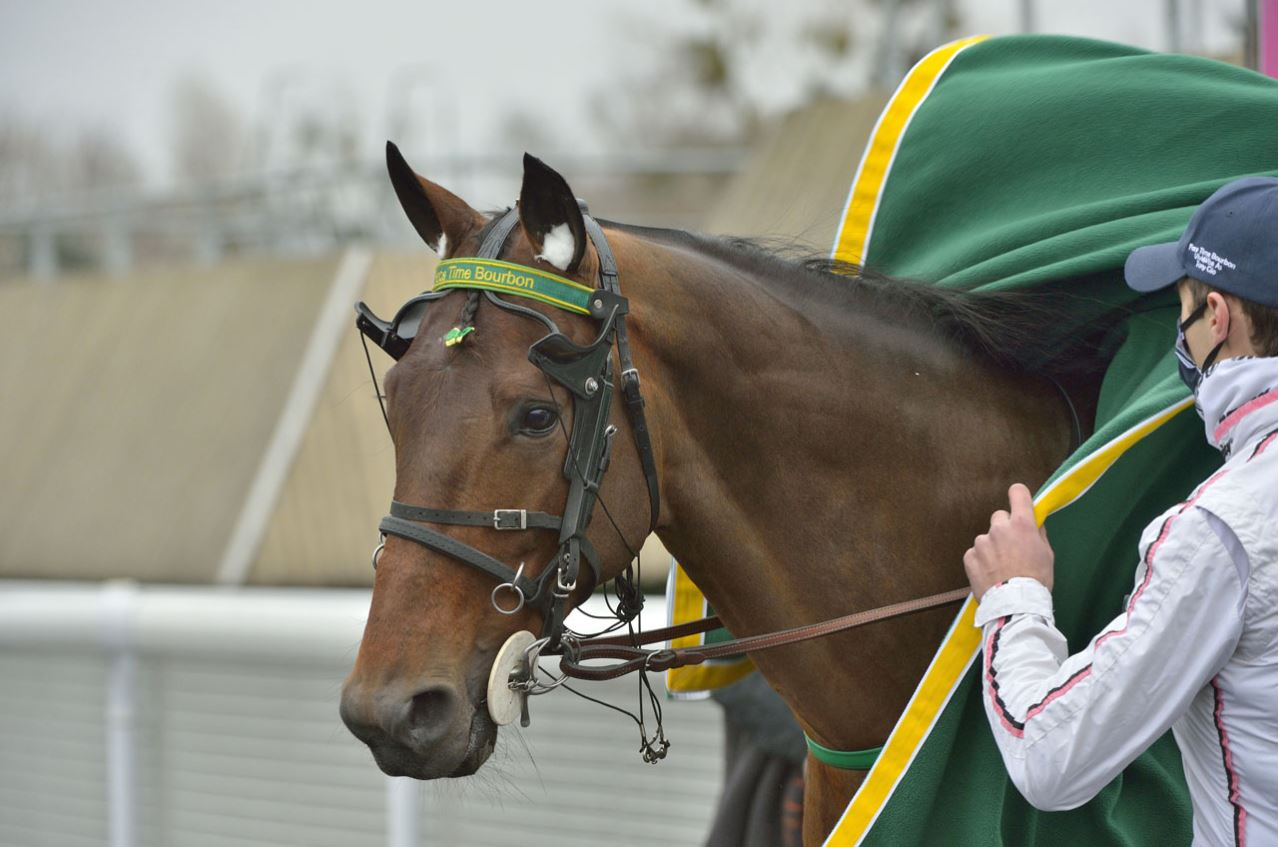
Victoire de Face Time Bourbon (2020).

## Palmarès
| Année | Vainqueur          | S/A  | Pays       | Père             | Driver                | Entraîneur            | Propriétaire              | Deuxième           | Troisième          | Quatrième           | Cinquième            | Réd.km  |
| ----- | ------------------ | ---- | ---------- | ---------------- | --------------------- | --------------------- | ------------------------- | ------------------ | ------------------ | ------------------- | -------------------- | ------- |
| 2025  | Idao de Tillard    | M.7  | France     | Sévérino         | Clément Duvaldestin   | Thierry Duvaldestin   | Cyril Sevestre            | Just Love You      | Go on Boy          | Josh Power          | Hussard du Landret   | 1'11"1  |
| 2024  | Idao de Tillard    | M.6  | France     | Sévérino         | Clément Duvaldestin   | Thierry Duvaldestin   | Cyril Sevestre            | Hokkaido Jiel      | Joviality          | Go On Boy           | Italiano Vero        | 1'11"6  |
| 2023  | Hooker Berry       | M.6  | France     | Booster Winner   | Jean-Michel Bazire    | Jean-Michel Bazire    | Michel Aladenise          | Ampia Mede SM      | Italiano Vero      | Hip Hop Haufor      | Hohneck              | 1'11"7  |
| 2022  | Davidson du Pont   | M.9  | France     | Pacha du Pont    | Nicolas Bazire        | Nicolas Bazire        | Écurie Albert Rayon       | Galius             | Flamme du Goutier  | Vivid Wise As       | Hohneck              | 1'11"3  |
| 2021  | Face Time Bourbon  | M.6  | France     | Ready Cash       | Björn Goop            | Sébastien Guarato     | Scuderia Bivans           | Davidson du Pont   | Gu d'Héripré       | Délia du Pommereux  | Bahia Quesnot        | 1'10"8  |
| 2020  | Face Time Bourbon  | M.5  | France     | Ready Cash       | Björn Goop            | Sébastien Guarato     | Scuderia Bivans           | Davidson du Pont   | Bélina Josselyn    | Chica de Joudes     | Vitruvio             | 1'11"5  |
| 2019  | Bélina Josselyn    | F.8  | France     | Love You         | Jean-Michel Bazire    | Jean-Michel Bazire    | Écurie Yvan Bernard       | Looking Superb     | Readly Express     | Davidson du Pont    | Bold Eagle           | 1'11"7  |
| 2018  | Readly Express     | M.6  | Suède      | Ready Cash       | Björn Goop            | Timo Nurmos           | Bro Byggnads AB           | Bold Eagle         | Bélina Josselyn    | Briac Dark          | Bird Parker          | 1'11"2  |
| 2017  | Bold Eagle         | M.6  | France     | Ready Cash       | Franck Nivard         | Sébastien Guarato     | Pierre Pilarski           | Bélina Josselyn    | Lionel             | Briac Dark          | Call Me Keeper       | 1'11"2  |
| 2016  | Bold Eagle         | M.5  | France     | Ready Cash       | Franck Nivard         | Sébastien Guarato     | Pierre Pilarski           | Timoko             | Oasis Bi           | Akim du Cap Vert    | Moses Rob            | 1'11''4 |
| 2015  | Up and Quick       | M.7  | France     | Buvetier d'Aunou | Jean-Michel Bazire    | Franck Leblanc        | Écurie Quick Star         | Voltigeur de Myrt  | Timoko             | Ulhan du Val        | Aladin d'Écajeul     | 1'12"2  |
| 2014  | Maharajah          | M.9  | Suède      | Viking Kronos    | Örjan Kihlström       | Stefan Hultman        | Travkompaniets Stall AB   | Up and Quick       | Yarrah Boko        | Roxane Griff        | Timoko               | 1'13"3  |
| 2013  | Royal Dream        | M.8  | France     | Love You         | Jean-Philippe Dubois  | Philippe Moulin       | Écurie Victoria Dreams    | Ready Cash         | Main Wise As       | Roxana de Barbray   | The Best Madrik      | 1'11"9  |
| 2012  | Ready Cash         | M.7  | France     | Indy de Vive     | Franck Nivard         | Th.Duvaldestin        | Philippe Allaire          | Roxane Griff       | The Best Madrik    | Maharajah           | Timoko               | 1'12"   |
| 2011  | Ready Cash         | M.6  | France     | Indy de Vive     | Franck Nivard         | Th.Duvaldestin        | Philippe Allaire          | Maharajah          | Olga du Biwetz     | Oyonnax             | Quaker Jet           | 1'12"1  |
| 2010  | Oyonnax            | M.8  | France     | In Love With You | Sébastien Ernault     | Vincent Brazon        | Manuel Ahres              | Quaker Jet         | Meaulnes du Corta  | Nouba du Saptel     | Russel November      | 1'12"4  |
| 2009  | Meaulnes du Corta  | M.9  | France     | Voici du Niel    | Franck Nivard         | P.Levesque            | J.P. Barjon               | Nouba du Saptel    | Qualita Bourbon    | Olga du Biwetz      | Opal Viking          | 1'12"5  |
| 2008  | Offshore Dream     | M.6  | France     | Rêve d'Udon      | P.Levesque            | P.Levesque            | Éc. de Rougemont          | Opal Viking        | Orla Fun           | Kool du Caux        | Exploit Caf          | 1'12"1  |
| 2007  | Offshore Dream     | M.5  | France     | Rêve d'Udon      | P.Levesque            | P.Levesque            | Éc. de Rougemont          | Kool du Caux       | Kazire de Guez     | Kesaco Phedo        | Jardy                | 1'12"   |
| 2006  | Gigant Néo         | M.8  | Suède      | Super Arnie      | Dominik Locqueneux    | Stefan Melander       | Écurie TZ & Lövis         | Jardy              | Java Darche        | Super Light         | Lazio du Bourg       | 1'12"5  |
| 2005  | Jag de Bellouet    | M.8  | France     | Viking's Way     | Christophe Gallier    | Christophe Gallier    | Michel Gallier            | Gigant Néo         | Ilster d'Espiens   | Hilda Zonett        | Civil Action         | 1'12"6  |
| 2004  | Kesaco Phedo       | M.6  | France     | Caballo in Blue  | Jean-Michel Bazire    | Jean-Michel Bazire    | Éc. Wildenstein           | Abano As           | Jag de Bellouet    | Naglo               | Général du Pommeau   | 1'12"3  |
| 2003  | Abano As           | M.6  | Allemagne  | Dylan Lobell     | Jos Verbeeck          | Erik Bondo            | A.Schockemöhle            | Insert Gédé        | Gigant Néo         | Général du Pommeau  | Energetic            | 1'15"1  |
| 2002  | Varenne            | M.7  | Italie     | Waikiki Beach    | Giampaolo Minnucci    | Jori Turja            | Scuderia Dany             | Général du Pommeau | Insert Gédé        | Ipson de Mormal     | Grassano             | 1'12"9  |
| 2001  | Varenne            | M.6  | Italie     | Waikiki Beach    | Giampaolo Minnucci    | Jori Turja            | Scuderia Dany             | Fan Idole          | Général du Pommeau | Ipson de Mormal     | Igor Brick           | 1'13"7  |
| 2000  | Général du Pommeau | M.6  | France     | Sébrazac         | Jules Lepennetier     | Jules Lepennetier     | Jacky Grisanti            | Galopin du Ravary  | Varenne            | Remington Crown     | Fée de Billeron      | 1'12"6  |
| 1999  | Moni Maker         | F.6  | États-Unis | Speedy Crown     | Jean-Michel Bazire    | Jimmy Takter          | Écurie Week-End           | Lovely Godiva      | Défi d'Aunou       | Écho                | Cygnus d'Odyssée     | 1'14"3  |
| 1998  | Dryade des Bois    | F.7  | France     | Off Gy           | Jos Verbeeck          | Jean-Baptiste Bossuet | Écurie Ténor              | Écho               | Capitole           | Défi d'Aunou        | Zoogin               | 1'14"3  |
| 1997  | Abo Volo           | M.9  | France     | Lurabo           | Jos Verbeeck          | Paul Viel             | Albert Viel               | Capitole           | Défi d'Aunou       | Crowning Classic    | Balou Boy            | 1'14"6  |
| 1996  | Coktail Jet        | M.6  | France     | Quouky Williams  | J-Ét. Dubois          | J-Ét. Dubois          | Daniel Wildenstein        | Abo Volo           | Arnaqueur          | Ina Scot            | Camino               | 1'15"5  |
| 1995  | Ina Scot           | F.6  | Suède      | Allen Hanover    | Helen Johansson       | K-P.Dahlström         | Écurie Ina Q AB           | Vourasie           | Abo Volo           | Cèdre du Vivier     | Bonheur de Tillard   | 1'14"7  |
| 1994  | Sea Cove           | M.8  | Canada     | Bonefish         | Jos Verbeeck          | H.Grendel             | Écurie Cicero             | Vourasie           | Queen L            | Arnaqueur           | Uno Atout            | 1'15"   |
| 1993  | Queen L            | F.7  | Suède      | Crownton         | Stig H. Johansson     | Stig H. Johansson     | Écurie Ringen             | Ukir de Jemma      | Vourasie           | Sea Cove            | Uno Atout            | 1'15"8  |
| 1992  | Verdict Gédé       | M.5  | France     | Kagino           | J-C. Hallais          | J-C. Hallais          | Mme G.Dreux               | Ultra Ducal        | Queen L            | Beseiged            | Queila Gédé          | 1'16"6  |
| 1991  | Ténor de Baune     | M.6  | France     | Le Loir          | Jean-Baptiste Bossuet | Jean-Baptiste Bossuet | Jean-Baptiste Bossuet     | Rêve d'Udon        | Ultra Ducal        | Piper Cub           | Queila Gédé          | 1'15"5  |
| 1990  | Ourasi             | M.10 | France     | Greyhound        | Michel-Marcel Gougeon | J-R. Gougeon          | Raoul Ostheimer           | Poroto             | Pussy Cat          | Piper Cub           | Indus                | 1'15"2  |
| 1989  | Queila Gédé        | F.7  | France     | Gazon            | Roger Baudron         | Roger Baudron         | Roger Baudron             | Potin d'Amour      | Ourasi             | Poroto              | Napoletano           | 1'15"5  |
| 1988  | Ourasi             | M.8  | France     | Greyhound        | J-R. Gougeon          | J-R. Gougeon          | Raoul Ostheimer           | Permissionnaire    | Mack The Knife     | Potin d'Amour       | Poroto               | 1'15"7  |
| 1987  | Ourasi             | M.7  | France     | Greyhound        | J-R. Gougeon          | J-R. Gougeon          | Raoul Ostheimer           | Grades Singing     | Ogorek             | Noble Atout         | Oligo                | 1'16"9  |
| 1986  | Ourasi             | M.6  | France     | Greyhound        | J-R. Gougeon          | J-R. Gougeon          | Raoul Ostheimer           | Mon Tourbillon     | Micron Hanover     | Opprimé             | Noble Atout          | 1'16"6  |
| 1985  | Lutin d'Isigny     | M.8  | France     | Firstly          | Jean-Paul André       | M-G.Cornière          | M-G.Cornière              | Mon Tourbillon     | Minou du Donjon    | Major de Brion      | Lurabo               | 1'17"8  |
| 1984  | Lurabo             | M.7  | France     | Ura              | Michel-Marcel Gougeon | Jean-Lou Peupion      | Maurice Macheret          | Jorky              | Kémilla            | Mon Tourbillon      | Lutin d'Isigny       | 1'17"   |
| 1983  | Idéal du Gazeau    | M.9  | France     | Alexis III       | Eugène Lefèvre        | Eugène Lefèvre        | P-J.Morin                 | Lurabo             | Lutin d'Isigny     | King Black          | Lançon               | 1'18"7  |
| 1982  | Hymour             | M.9  | France     | Nonant le Pin    | J-P.Dubois            | J-P.Dubois            | J-P.Dubois                | Jiosco             | Idéal du Gazeau    | Lançon              | Illera               | 1'16"9  |
| 1981  | Idéal du Gazeau    | M.7  | France     | Alexis III       | Eugène Lefèvre        | Eugène Lefèvre        | P-J.Morin                 | Jorky              | Classical Way      | Istraéki            | Illera               | 1'17"4  |
| 1980  | Éléazar            | M.10 | France     | Kerjacques       | Léopold Verroken      | Léopold Verroken      | Alec Weisweiller          | Grandpré           | Gadamès            | Tarok               | Speed Expert         | 1'18"2  |
| 1979  | High Echelon       | M.6  | France     | Patara           | J-P.Dubois            | G-M.Ollitrault        | Comte de Senneville       | Idéal du Gazeau    | Fakir du Vivier    | Fadet               | Grandpré             | 1'18"2  |
| 1978  | Grandpré           | M.6  | France     | Quouick JL       | Pierre-Désiré Allaire | Pierre-Désiré Allaire | Pierre-Désiré Allaire     | Fakir du Vivier    | Éléazar            | Hadol du Vivier     | Carlo d'Orsay        | 1'16"9  |
| 1977  | Bellino II         | M.10 | France     | Boum III         | J-R. Gougeon          | Maurice Macheret      | Maurice Macheret          | Éléazar            | Franca Maria       | Fakir du Vivier     | Colomba II           | 1'17"9  |
| 1976  | Bellino II         | M.9  | France     | Boum III         | J-R. Gougeon          | Maurice Macheret      | Maurice Macheret          | Catharina          | Équiléo            | Espoir de Sée       | Timothy T            | 1'19"1  |
| 1975  | Bellino II         | M.8  | France     | Boum III         | J-R. Gougeon          | Maurice Macheret      | Maurice Macheret          | Axius              | Catharina          | Timothy T           | Casdar               | 1'17"8  |
| 1974  | Delmonica Hanover  | F.5  | États-Unis | Speedy Count     | Johannes Frömming     | Delvin Miller         | Delvin Miller             | Axius              | Casdar             | Une de Mai          | Amyot                | 1'18"4  |
| 1973  | Dart Hanover       | M.8  | Suède      | Hot Moon         | Berndt Lindstedt      | W.Casoli              | Écurie Fläkt              | Tony M             | Véronique R        | Une de Mai          | Vanina B             | 1'17"3  |
| 1972  | Tidalium Pélo      | M.9  | France     | Jidalium         | Jean Mary             | Roger Lemarié         | Roger Lemarié             | Volnay II          | Arbella            | Tony M              | Vismie               | 1'17"1  |
| 1971  | Tidalium Pélo      | M.8  | France     | Jidalium         | Jean Mary             | Roger Lemarié         | Roger Lemarié             | Vanina B           | Une de Mai         | Tony M              | Eileen Eden          | 1'17"5  |
| 1970  | Toscan             | M.7  | France     | Kerjacques       | Michel-Marcel Gougeon | J-R. Gougeon          | Comte de Montesson        | Tony M             | Tidalium Pélo      | Tabriz              | Urielle              | 1'18"3  |
| 1969  | Upsalin            | M.5  | France     | Ecusson          | Louis Sauvé           | Henri Levesque        | Henri Levesque            | Une de Mai         | Toscan             | Eileen Eden         | Sole Mio B           | 1'17"6  |
| 1968  | Roquépine          | F.7  | France     | Atus II          | J-R. Gougeon          | Henri Levesque        | Henri Levesque            | Tony M             | Tabriz             | Quérido II          | Short Shop           | 1'19"1  |
| 1967  | Roquépine          | F.6  | France     | Atus II          | Henri Levesque        | Henri Levesque        | Henri Levesque            | Oscar RL           | City Lights        | Petit Amoy F        | Quérido II           | 1'18"6  |
| 1966  | Roquépine          | F.5  | France     | Atus II          | J-R. Gougeon          | Henri Levesque        | Henri Levesque            | Elma               | Quérido II         | Petit Amoy F        | Dashing Rodney       | 1'18"6  |
| 1965  | Ozo                | F.7  | France     | Vermont          | Johannes Frömming     | Roger Massue          | Roger Massue              | Elaine Rodney      | Oscar RL           | Petit Amoy F        | Apex Hanover         | 1'20"5  |
| 1964  | Nike Hanover       | M.7  | Italie     | Star's Pride     | Johannes Frömming     | L.Bergami             | Écurie Manuela            | Nisos H            | Morlant D          | Osembe              | Minarelle H          | 1'18"9  |
| 1963  | Ozo                | F.5  | France     | Vermont          | Roger Massue          | Roger Massue          | Roger Massue              | Oscar RL           | Quick Song         | Nicias Grandchamp   | Narold M             | 1'20"1  |
| 1962  | Newstar            | F.5  | Italie     | Petit Jean III   | Walter Baroncini      | Walter Baroncini      | Écurie Olsa               | Masina             | Narvick DJ         | Litz                | Tornese              | 1'20"3  |
| 1961  | Masina             | F.5  | France     | Quinio           | François Brohier      | Henri Levesque        | Henri Levesque            | Tornese            | Jocrisse           | Jariolain           | Mick d'Angérieux     | 1'20"7  |
| 1960  | Hairos II          | M.9  | Pays-Bas   | Kairos           | Willem Geersen        | Willem Geersen        | A.Woordouw                | Tornese            | Jamin              | Jour de Veine       | Infante II           | 1'21"3  |
| 1959  | Jamin              | M.6  | France     | Abner            | Jean Riaud            | Jean Riaud            | Mme Camille Olry-Roederer | Icare IV           | Tornese            | Infante II          | Egyptian Princess    | 1'20"5  |
| 1958  | Jamin              | M.5  | France     | Abner            | Jean Riaud            | Jean Riaud            | Mme Camille Olry-Roederer | Jariolain          | Infante II         | Honoré II           | Icare IV             | 1'20"   |
| 1957  | Gélinotte          | F.7  | France     | Kairos           | Charley Mills         | Charley Mills         | S.Karle                   | Hatik              | Héli Volo          | Tampiko             | Ilot du Marais       | 1'22"2  |
| 1956  | Gélinotte          | F.6  | France     | Kairos           | Charley Mills         | Charley Mills         | S.Karle                   | Hortensia VIII     | Horus L            | Goëland             | Scotch Harbor        | 1'22"2  |
| 1955  | Fortunato II       | M.6  | France     | Quito T          | R.Céran-Maillard      | Charley Mills         | J.Gauvreau                | Gélinotte          | Cancannière        | Ettlingen           | Frances Bulwark      | 1'21"8  |
| 1954  | Feu Follet X       | M.5  | France     | Ogaden           | Maurice Riaud         | Alfred Lefèvre        | Alfred Lefèvre            | Frances Bulwark    | Eboué Wilkes       | Fortunato II        | Estelle IV           | 1'21"9  |
| 1953  | Permit             | M.8  | Allemagne  | Epilog           | Walter Heitmann       | Walter Heitmann       | Écurie Guthenberg         | Tryhussey          | Cancannière        | Egan Hanover        | Crac de Corcelles    | 1'23"2  |
| 1952  | Cancannière        | F.6  | France     | Kankan II        | Jonel Chryriacos      | Jonel Chryriacos      | P.Bancilhon               | Cyrano II          | Chambon            | Scotch Thistle      | Permit               | 1'23"1  |
| 1951  | Mighty Ned         | M.9  | Italie     | Volomite         | Alexandre Finn        | Alexandre Finn        | Comte O.Mangelli          | Scotch Thistle     | Chambon            | Banco III           | Béranger             | 1'22"7  |
| 1950  | Scotch Fez         | M.7  | Suède      | Scotland         | Sören Nordin          | Sören Nordin          | J.Engblad                 | Buck               | Volontaire         | Scotch Thistle      | Sammy                | 1'22"8  |
| 1949  | Venutar            | M.6  | France     | Piorin           | F. Réaud              | F. Réaud              | G.Gousseau                | Mighty Ned         | Reyland            | Scotch Thistle      | Acrobate II          | 1'24"6  |
| 1948  | Mighty Ned         | M.6  | Italie     | Volomite         | V.Antonellini         | V.Antonellini         | Comte O.Mangelli          | Qui Qui IV         | Lord Maire         | Train Bloc          | Sammy                | 1'24"   |
| 1947  | Mistero            | M.7  | Italie     | Prince Hall      | Romolo Ossani         | Romolo Ossani         | M.Gutmann                 | Quick Star         | Sa Bourbonnaise    | Siky du Padouin     | Tamisot              | 1'25"7  |
| 1946  | Ovidius Naso       | M.10 | France     | Helenvilliers    | R.Céran-Maillard      | H.Céran-Maillard      | H.Céran-Maillard          | Ri                 | Quick Star         | Lord Maire          | Mistero              | 1'24"3  |
| 1945  | Ovidius Naso       | M.9  | France     | Helenvilliers    | R.Céran-Maillard      | H.Céran-Maillard      | H.Céran-Maillard          | Rosa Bonheur       | Québec VIII        | Ri                  | Riga                 | 1'23"7  |
| 1944  | Profane            | M.7  | France     | Enfant de Troupe | A. Sourroubille       | A.Délétang            | A.Délétang                | Petit Breton       | Priola             | Ogaden              | Qu'En Pensez-Vous II | 1'27"3  |
| 1943  | Nébuleuse V        | F.8  | France     | Passeport        | R. Simonard           | R. Simonard           | R.Laroche                 | Oviedo II          | Premier Pas        | Pharaon             | Nas T                | 1'25"4  |
| 1942  | Neulisse           | F.7  | France     | Cricri           | C. Domergue           | C. Domergue           | V.Faurand                 | Oviedo II          | Notre Williams     | Ovidius Naso        | Port Wine            | 1'32"4  |
| 1941  | Course annulée     |      |            |                  |                       |                       |                           |                    |                    |                     |                      |         |
| 1940  | Course annulée     |      |            |                  |                       |                       |                           |                    |                    |                     |                      |         |
| 1939  | De Sota            | M.5  | Italie     | Peter Volo       | Alexandre Finn        | Alexandre Finn        | Comte O.Mangelli          | Probst             | Kadé D             | Jezd                | Le Beau              | 1'23"9  |
| 1938  | De Sota            | M.4  | Italie     | Peter Volo       | Alexandre Finn        | Alexandre Finn        | Comte O.Mangelli          | Tara               | Calumet Epsom      | Jezd                | Calumet Delco        | 1'25"5  |
| 1937  | Muscletone         | M.6  | Italie     | Mr.McElwyn       | Alexandre Finn        | Alexandre Finn        | G.Maiani                  | Tara               | Mary Sunshine      | Net Worth           | Huit                 | 1'23"8  |
| 1936  | Javari             | M.5  | France     | Quo Vadis        | M. Perlbag            | A.Gouin               | A.Gouin                   | Muscletone         | Idalie B           | Duc de Normandie II | Allegheny            | 1'24"8  |
| 1935  | Muscletone         | M.4  | Italie     | Mr.McElwyn       | Alexandre Finn        | Alexandre Finn        | A.Riva                    | Calumet Guy        | Hazleton           | Nervus Rerum        | Amazone B            | 1'23"8  |
| 1934  | Walter Dear        | M.8  | États-Unis | The Laurel Hall  | Charley Mills         | Charley Mills         | B.Cassirer                | Hazleton           | Fool Flyer         | Net Worth           | Epaminondas          | 1'26"3  |
| 1933  | Amazone B          | F.9  | France     | Passeport        | Th.Vanlandeghem       | Th.Vanlandeghem       | Haras de Douville         | Guy Fletcher       | Net Worth          | Plucky              | Heinrich             | 1'26"1  |
| 1932  | Hazleton           | M.9  | Italie     | Lu Princeton     | O.Dieffenbacher       | O.Dieffenbacher       | D.Palazzoli               | Capucine X         | Plucky             | Dumbéa              | Amazone B            | 1'27"   |
| 1931  | Hazleton           | M.8  | Italie     | Lu Princeton     | O.Dieffenbacher       | O.Dieffenbacher       | D.Palazzoli               | Amazone B          | Lucullus           | Cette               | Capucine X           | 1'27"1  |
| 1930  | Amazone B          | F.6  | France     | Passeport        | Th.Vanlandeghem       | Th.Vanlandeghem       | M.Vanlandeghem            | Uranie             | Benjamin III       | Templier            | Capucine X           | 1'26"1  |
| 1929  | Templier           | M.10 | France     | Diable           | A. Butti              | G.Bourgeois           | G.Bourgeois               | A Fait Jaser       | Tilly              | Volga II            | Un As                | 1'25"4  |
| 1928  | Uranie             | F.8  | France     | Intermède        | V. Capovilla          | V. Capovilla          | F.Vanackère               | Ulysse             | Tienneval          | Turlurette          | Tilly                | 1'25"2  |
| 1927  | Uranie             | F.7  | France     | Intermède        | V. Capovilla          | V. Capovilla          | F.Vanackère               | Templier           | Ré Mac Gregor      | Ulysse              | Vassal               | 1'28"4  |
| 1926  | Uranie             | F.6  | France     | Intermède        | V. Capovilla          | V. Capovilla          | F.Vanackère               | Tienneval          | Ré Mac Gregor      | Ouistiti            | Roi Albert           | 1'28"3  |
| 1925  | Ré Mac Gregor      | M.8  | France     | Jacques          | C. Dessauze           | C. Dessauze           | G.Beauvois                | Tilly              | Roi Albert         | Revercourt          | Passeport            | 1'26"8  |
| 1924  | Passeport          | M.9  | France     | Helder           | Alexandre Finn        | A-V.Bulot             | A-V.Bulot                 | Ré Mac Gregor      | Roi Albert         | Ravageur            | Reynolds V           | 1'26"1  |
| 1923  | Passeport          | M.8  | France     | Helder           | P. Viel               | A-V.Bulot             | A-V.Bulot                 | Ouistiti           | Roi Albert         | Ravageur            | Quadrille            | 1'26"4  |
| 1922  | Reynolds V         | M.5  | France     | Virois           | M. Gougeon            | H. Céran-Maillard     | H. Céran-Maillard         | Ravageur           | Passeport          | Quarteron           | Ogotaï Khan          | 1'29"2  |
| 1921  | Pro Patria         | M.6  | France     | Bémécourt        | Th. Monsieur          | J.Cabrol              | J.Cabrol                  | Norbert            | Ouistiti           | Nélusko             | Passeport            | 1'28"   |
| 1920  | Pro Patria         | M.5  | France     | Bémécourt        | Th. Monsieur          | J.Cabrol              | J.Cabrol                  | Nélusko            | Enoch              | Kentucky            | Octeville            | 1'31"4  |

### Victoires
Chevaux (2 victoires et plus) :
4 victoires
- Ourasi : 1986, 1987, 1988, 1990

3 victoires
- Uranie : 1926, 1927, 1928
- Roquépine : 1966, 1967, 1968
- Bellino II : 1975, 1976, 1977

2 victoires
- Pro Patria : 1920, 1921
- Passeport : 1923, 1924
- Hazleton : 1931, 1932
- Amazone B : 1930, 1933
- Muscletone : 1935, 1937
- De Sota : 1938, 1939
- Ovidius Naso : 1945, 1946
- Mighty Ned : 1948, 1951
- Gélinotte : 1956, 1957
- Jamin : 1958, 1959
- Ozo : 1963, 1965
- Tidalium Pelo : 1971, 1972
- Idéal du Gazeau : 1981, 1983
- Varenne : 2001, 2002
- Offshore Dream : 2007, 2008
- Ready Cash : 2011, 2012
- Bold Eagle : 2016, 2017
- Face Time Bourbon : 2020, 2021
- Idao de Tillard : 2024, 2025

Chevaux étrangers victorieux (nationalité et nombre victoires) :
- Italie :	13
- Suède :	7
- États-Unis :	3
- Allemagne :	2
- Canada :	1
- Pays-Bas :	1

Drivers  (3 victoires et plus) :
- Jean-René Gougeon - France : 8
- Alexandre Finn - Russie : 6
- Franck Nivard - France : 5
- Jean-Michel Bazire - France : 5
- Jos Verbeeck - Belgique : 4
- Charley Mills	- France : 3
- Michel-Marcel Gougeon - France : 3
- Roger Céran-Maillard - France : 3
- Valentino Capovilla - France	: 3
- Björn Goop - Suède : 3

Entraîneurs  (4 victoires et plus) :
- Alexandre Finn - Russie : 5
- Henri Levesque - France : 5
- Jean-René Gougeon - France : 5
- Charley Mills	- France : 4
- Sébastien Guarato - France : 4
- Thierry Duvaldestin - France : 4

Propriétaires  (4 victoires et plus) :
- Henri Levesque - France : 5
- Raoul & Rachel Ostheimer - France : 4
- Maurice Macheret - France : 4
- Comte O.Mangelli - Italie : 4